# Nystalea sequora
Nystalea sequora är en fjärilsart som beskrevs av William Schaus 1906. Nystalea sequora ingår i släktet Nystalea och familjen tandspinnare. Inga underarter finns listade i Catalogue of Life.